# Ladislau Dowbor
Ladislau Dowbor (Władysław Dowbor, ur. 1941 we Francji) – brazylijski ekonomista pochodzenia polskiego, profesor i wykładowca akademicki, działacz społeczny, czołowy doradca ekonomiczny prezydenta Luli da Silvy.

## Życiorys
Urodził się jako Władysław w 1941 we Francji na terytorium marionetkowego państwa Vichy. Jego rodzice uciekli z dziećmi z Polski po przegranej wojnie obronnej 1939 i osiedli we francuskich Pirenejach. W 1950 rodzina przeniosła się do Brazylii, gdzie ojciec Dowbora prowadził kurzą fermę.
Pracował początkowo jako dziennikarz, przygotowując reportaże na temat rolnictwa. Nędza wsi i krwawe represje wobec ruchów chłopskich wywarły wpływ na jego wybór ścieżki życiowej. W 1964 wyruszył do Izraela za swoją ówczesną miłością polsko-żydowskiego pochodzenia, Pauliną, z którą po kilkumiesięcznych kłopotach wizowych osiadł w 1965 w Genewie. Podjął studia z ekonomii politycznej na Uniwersytecie w Lozannie. Po ich ukończeniu w 1968 powrócił do Brazylii, gdzie wraz z Pauliną działał w zbrojnym ruchu oporu Ludowej Awangardy Rewolucyjnej (VPR) przeciwko prawicowym rządom wojskowym. Był torturowany przez siły bezpieczeństwa. Uniknął śmierci dzięki zwolnieniu przez juntę czterdzieściorga więźniów z VPR na wymianę za porwanego przez organizację ambasadora Republiki Federalnej Niemiec Ehrenfrieda von Hollebena w czerwcu 1970, po czym został wydalony drogą lotniczą z Rio de Janeiro do Algierii. Był uczestnikiem obozu szkoleniowego dla partyzantów na Kubie. Porzucił walkę zbrojną po śmierci Pauliny z rąk sił bezpieczeństwa w Recife, powrócił z Chile do Algierii i do Szwajcarii, gdzie uzyskał polski paszport od ambasady PRL w Bernie za cenę wyrzeczenia się dotychczasowej działalności politycznej, uznawanej w bloku radzieckim za ekstremizm. Spędził trzy lata w Warszawie, gdzie w 1974 ukończył studia magisterskie z ekonomii społecznej w Szkole Głównej Planowania i Statystyki, a w 1976 uzyskał na tej samej uczelni na podstawie pracy w języku francuskim La formation du capitalisme dépendant au Brésil (Esquisse d'une approche théorique) doktorat z nauk ekonomicznych. Tam też urodził się jego syn Alexander ze związku z Fatimą, córką pedagoga Paulo Freirego.
W latach 1975–1977 pracował w Katedrze Prawa i Finansów na Uniwersytecie w Coimbrze w porewolucyjnej Portugalii. Na zaproszenie ministra Vasco Cabrala pełnił od 1977 do 1981 funkcję koordynatora technicznego Ministerstwa Gospodarki, Finansów i Planowania w Gwinei Bissau. W latach 1980–1981 był konsultantem Sekretarza Generalnego ONZ Kurta Waldheima w dziedzinie specjalnych spraw politycznych.
Następnie powrócił za namową teścia do Brazylii, korzystając z amnestii, i dołączył do utworzonej w 1980 Partii Pracujących (PT).
Od 1982 jest wykładowcą na Papieskim Uniwersytecie Katolickim w São Paulo, gdzie zajmuje się m.in. filozofią rozwoju cywilizacji. Służył ekspertyzą wielu samorządom terytorialnych w Brazylii, w latach 1989–1992 był doradcą burmistrzyni São Paulo Luizy Erundiny w zakresie stosunków międzynarodowych, ochrony środowiska oraz projektów społecznych. Konsultant agend Organizacji Narodów Zjednoczonych, w tym UNCTAD, UNDP, UN-Habitat, UNICEF, DTCD. Doradzał rządom Kostaryki, Nikaragui (u boku Daniela Ortegi), Ekwadoru, Mongolii, Republiki Południowej Afryki, Gwinei Równikowej i Republiki Zielonego Przylądka. Autor prac naukowych i popularnonaukowych poświęconych zagadnieniom ekonomii i polityki rozwoju. 
Po objęciu urzędu prezydenta Brazylii przez współzałożyciela PT Luiza Inácio Lulę da Silvę w 2003 został jego doradcą ekonomicznym.
Jest współpracownikiem Concilium Civitas, powołanego w 2019 przez Collegium Civitas w Warszawie.

## Wybrane publikacje książkowe
- Brazylia bez egzotyki. Formowanie się kapitalizmu zależnego w Brazylii, Ossolineum, Wrocław 1981 (przekład pracy doktorskiej, tłum. Halina Górska i Zdzisława Jabłońska)
- Formação do terceiro mundo, Brasiliense, São Paulo 1981 (wyd. poszerzone 1993)
- O que é Capital, Brasiliense, São Paulo 1982 (wyd. poszerzone 2003)
- Guiné-Bissau: a busca da independência econômica, Brasiliense, São Paulo 1983
- Introdução ao planejamento municipal, Brasiliense, São Paulo 1987
- O que é poder local, Brasiliense, São Paulo 1994
- A reproduçao social, Vozes, Petrópolis 1998 (wyd. II: 3 t., 2002–2003)
- O mosaico partido. A economia além das equações, Vozes, Petrópolis 2000
  - przekład polski: Rozbita mozaika. Ekonomia poza równaniami, tłum. Zbigniew Marcin Kowalewski, Wydawnictwo Akademickie „Dialog”, Warszawa 2005
- (z Lilią Martins) A comunidade inteligente. Visitando as experiências de gestão local, Instituto Pólis, São Paulo 2001
- Tecnologias do conhecimento. Os desafios da educaçao, Vozes, Petrópolis 2001
- O que acontece com o trabalho?, Senac, São Paulo 2001
- Democracia econômica. Alternativas de gestão social, Vozes, Petrópolis 2008
  - przekład polski: Demokracja ekonomiczna. Alternatywne rozwiązania w sferze zarządzania społecznego, tłum. Zbigniew Marcin Kowalewski, Książka i Prasa, Warszawa 2009
- Co to za gra? Nowe podejścia do ekonomii, Książka i Prasa, Warszawa 2017
- A era do capital improdutivo, Autonomia Literária, São Paulo 2017
  - przekład angielski: The Age of Unproductive Capital: New Architectures of Power, Cambridge Scholars, Newcastle 2020
- O capitalismo se desloca. Novas arquiteturas sociais, Edições SESC, São Paulo 2020
  - przekład polski: Poza kapitalizm. Nowa architektura społeczna, tłum. Zbigniew Marcin Kowalewski, Książka i Prasa, Warszawa 2020
  - przekład angielski: Beyond Capitalism: New Social Architectures, Cambridge Scholars, Newcastle 2021
- Rescuing the Social Function of the Economy: Brazil is Back, Cambridge Scholars, Newcastle 2023
  - przekład polski: O społeczną funkcję ekonomii. Kwestia ludzkiej godności, tłum. Joanna Bednarek, Książka i Prasa, Warszawa 2023

## Życie osobiste
Ladislau Dowbor jest mężem Marii de Fátima Freire Dowbor, córki brazylijskiego pedagoga i filozofa Paulo Freire. Mają razem czworo dzieci . Podczas swojego eksilu, Ladislau mieszkał w Algierii, a potem w różnych krajach, gdzie rozwijał swoją karierę akademicką i polityczną. Ladislau Dowbor jest wujkiem Tomasza Dowbora.